# Milicz (stacja kolejowa)
Milicz – stacja kolejowa w Miliczu, w województwie dolnośląskim, w Polsce, na trasie linii kolejowej nr 281: Wrocław Główny – Chojnice.

## Ruch pociągów
5 marca 2019 r. wznowiono połączenia pasażerskie na wyremontowanej linii kolejowej. W rozkładzie jazdy 2018/2019 założono obsługę stacji przez pociągi spółki Koleje Dolnośląskie. 7 połączeń dziennie w dni robocze oraz 4 pary połączeń w weekendy kursują w ramach linii D7 Krotoszyn – Jelcz-Laskowice przez Oleśnicę i Wrocław. Czas przejazdu między Miliczem a stacją Wrocław Główny wynosi około 90 minut.

## Połączenie z miastem
Od 26 marca 2019 r. gmina Milicz organizuje bezpłatną komunikację miejską (Mała Komunikacja Miejska w Miliczu), służącą lepszemu skomunikowaniu miasta ze stacją kolejową. Założono kursowanie w dni robocze 4 kursów mikrobusu po linii okólnej, łączącej 10 przystanków w granicach miasta. Połączenia obsługuje miejscowa placówka terenowa PKS Wołów. Przejazdy są bezpłatne dla pasażerów.

## Ruch pasażerski
| Rok  | Wymiana pasażerska na dobę |
| ---- | -------------------------- |
| 2017 | –                          |
| 2022 | 300-499                    |